# Мовляйко Надія Сергіївна
Надія Сергіївна Мовляйко (нар. 1960) — українська радянська діячка, шліфувальниця Старокраматорського машинобудівного заводу імені Серго Орджонікідзе Донецької області. Депутат Верховної Ради УРСР 11-го скликання.

## Біографія
Освіта середня.
З 1978 року — шліфувальниця Старокраматорського машинобудівного заводу імені Серго Орджонікідзе Донецької області.
Проживала в місті Краматорську Донецької області.

## Нагороди
- ордени
- медалі